# Fétichic
Le Fétichic est un terme apparu en 2011 désignant une tendance de mode mélangeant les codes vestimentaires du fétichisme avec ceux du prêt à porter.

## Historique
Son origine vient de la mode fétichiste avec l'emprunt des symboles vestimentaires du sadomasochisme et du fétichisme. 
Vivienne Westwood (en 1974), et, en France, Lionel Cros, Claude Montana ou Jean Paul Gaultier peuvent être considérés comme des précurseurs de cette tendance devenue plus importante au cours de l'année 2011 dans les défilés. Reprise par plusieurs marques du groupe LVMH avec plus particulièrement Louis Vuitton et son directeur de création Marc Jacobs qui fait défiler Kate Moss, plusieurs créateurs ont utilisé cette tendance au cours de l'année 2011 afin d'aller à l'encontre des tendances plus sages du prêt à porter ou de la haute couture des années passées :
- Thierry Mugler avec des tenues en latex,
- Alexander McQueen[N 4] avec des cuissardes et ses colliers de chien,
- Hermès avec des cravaches et corsets,
- mais aussi Proenza Schouler, Trussardi, Emanuel Ungaro, ou Givenchy.

## Symboles
La majeure partie des codes vestimentaires de la mode fétichiste ont été repris par les créateurs : les matières que sont le cuir et le vinyle, les chaussures avec les talons aiguilles à brides et les bottes, la lingerie avec les bas nylon et la dentelle, les bijoux en forme de colliers de chien ou de chaines.
L'image artificielle de la femme fatale et surtout de la femme dominatrice est recherchée par les créateurs afin de revisiter l'imagerie des perversions sexuelles et apporter un aspect sulfureux ou subversif à leurs créations; ceci permettant d'entrainer une communication large dans les médias liés à la mode, avec des images « façon Charlotte Rampling dans Portier de nuit ».
« À l'origine, le fétichisme était lié aux troubles sexuels, mais dans le langage d'aujourd'hui il est associé à tout désir irrationnel et irrépressible pour un objet spécifique. L'essence même de la mode étant d'imposer la nouveauté à un public désireux de l'accepter, le fétichisme et la mode vont de pair et se nourrissent l'un l'autre. »

## Artistes
Le monde du show business et de la musique s'est alors emparé de cette tendance, que ce soit dans les spectacles, concerts ou clips, avec Lady Gaga, Jennifer Lopez, ou Rihanna comme égéries, alors que Madonna utilise à de nombreuses reprises depuis plusieurs années les codes fétichistes dans ses apparitions.

## Porno Chic et Fétichic
Après la vague de mode extrême du Porno Chic des années 2000 représentée principalement par Gucci, le Fétichic marque une différence en étant plus érotique, plus subjectif. Le Porno Chic était une mise en scène des créations des couturiers dans la publicité, par les publicitaires, destinée à choquer, alors que le Fétichic est une mise en scène des défilés par ces mêmes couturiers avec une part de suggestion que n'avait pas le mouvement Porno Chic.